# 푸푸
푸푸(아칸어: fufu)는 가나를 비롯한 여러 서아프리카·중앙아프리카 나라에서 먹는 전통 주식 음식으로, 카사바 등을 익혀 반죽 같은 질감의 덩어리로 빻아 만든 스왈로의 하나이다. 가나와 토고의 국민 음식 가운데 하나로 여겨진다. 아칸족 사람들은 푸푸오(트위어: fufuo)로, 다곰바족 사람들은 사코로(다그바니어: sakɔro)로 부른다.

## 만들기
가나의 아칸족 사람들이 먹는 "푸푸" 또는 "푸푸오"는 만들 때 플랜틴을 섞지 않고 카사바만 쓰는 경우에 흰색을 띤다. 삶아 익힌 카사바를 단독으로, 또는 플랜틴 또는 토란과 함께 "와두로(waduro)"라 불리는 절구에서 "워마(woma)"로 불리는 절굿공이로 인절미 치듯 찧어서 만든다. 찧으면 끈기가 생겨 스왈로 형태가 된다. 현대에는 절구에 찧는 대신 반쿠 등을 만드는 방식으로 카사바가루에 물을 타서 저으며 반죽 같은 질감으로 익히거나, 카사바가루 반죽을 전자렌지에 돌려 만들기도 한다. 완성된 푸푸는 흔히 아벤콴(기름야자 수프), 은카텐콴(땅콩 수프), 은크라크라 은콴(맑은 수프) 등 은콴(nkwan)이라 불리는 국물 요리와 함께 먹는다.

## 비슷한 음식

### 아프리카
코트디부아르에서는 바나나로 만든 달콤한 푸씨(프랑스어: foufou)와 마, 카사바, 바나나, 토란 등으로 만든 푸투(프랑스어: foutou)를 구분한다.
나이지리아 등지의 이그보족은 절구에 빻아서 만든 스왈로를 우타라(이그보어: ụtara)라 부르는데, 카사바로 만든 것은 "우타라 악푸(ụtara akpụ)", 플랜틴으로 만든 것은 "우타라 아브리카(ụtara abrịka)", 마로 만든 것은 "우타라 지(ụtara ji)"라 부른다. 나이지리아에서 "푸푸"나 "카사바 푸푸"로 불리는 음식은 아칸족식 푸푸와 달리 발효된 카사바로 만든 악푸(akpụ)인데, 비슷한 음식이 베냉에서는 산타나(santana)로 알려져 있다.
푸푸와 비슷한 스왈로 음식이 카메룬에서는 "푸푸(foufou)" 또는 쿠스쿠스(couscous)로, 콩고 공화국과 콩고 민주 공화국에서는 "푸푸(fufú)", 모테케(moteke), 루쿠(luku)로, 앙골라에서 푼즈(funge)로 알려져 있다. 이들 음식은 절구에 찧는 대신 반쿠 등을 만드는 것과 비슷한 방식으로 카사바가루에 물을 타서 저으며 반죽 같은 질감으로 익힌다.

### 카리브
도미니카 공화국, 아이티, 자메이카, 쿠바, 푸에르토리코 등 서아프리카계 주민이 많은 카리브 국가에서도 카사바, 플랜틴, 마 등으로 푸푸가 만들어진다. 쿠바에서는 "푸푸(fufú)"라는 이름이 유지되고 있으며, 비슷한 음식이 도미니카 공화국에서는 "망구(mangú)", 아이티에서는 "톰톰(tonmtonm)", 자메이카에서는 "바미(bammy)", 푸에르토리코에서는 "모퐁고(mofongo)"라 불린다.

## 사진

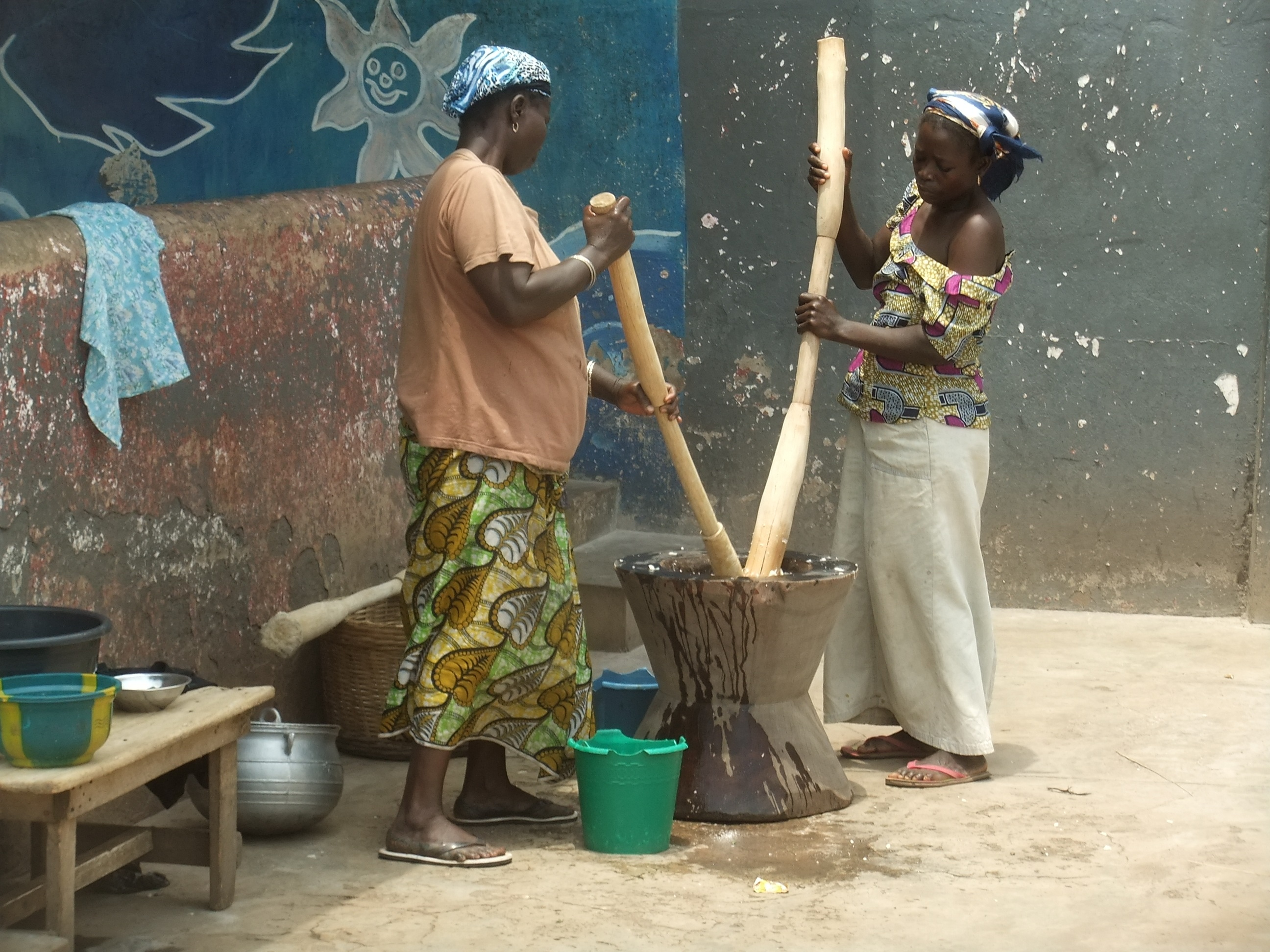
푸푸 만들기
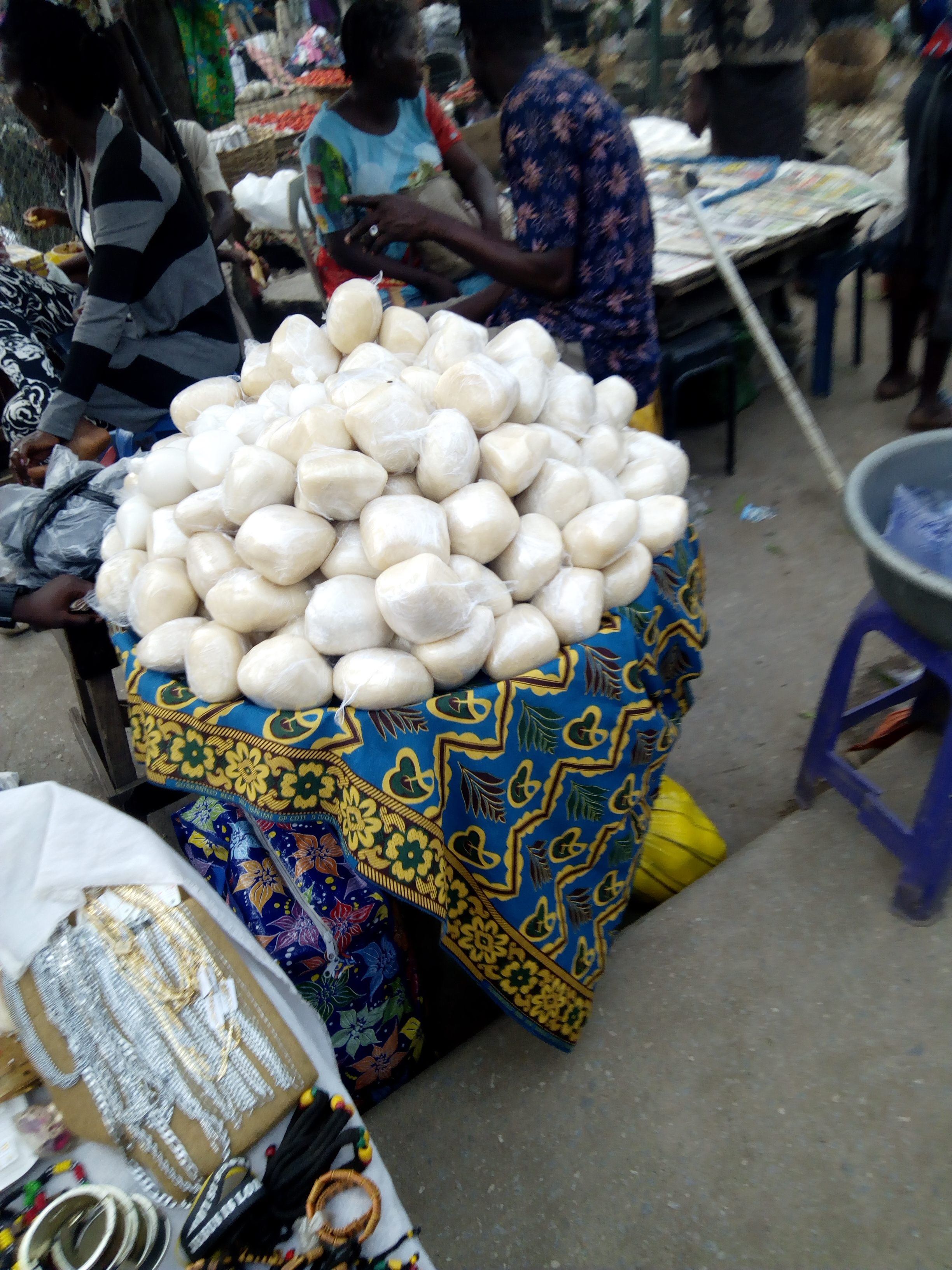
나이지리아의 푸푸 상인
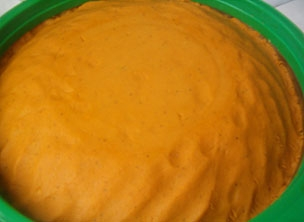
코트디부아르의 푸푸
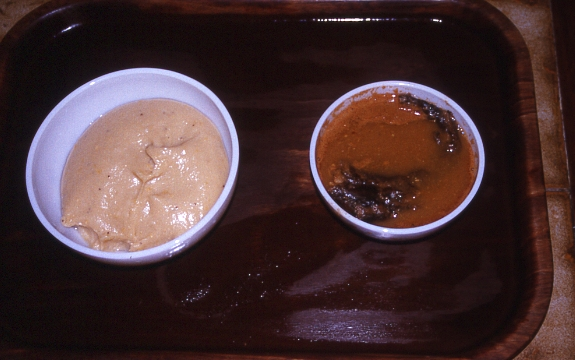
푸푸와 기름야자 수프
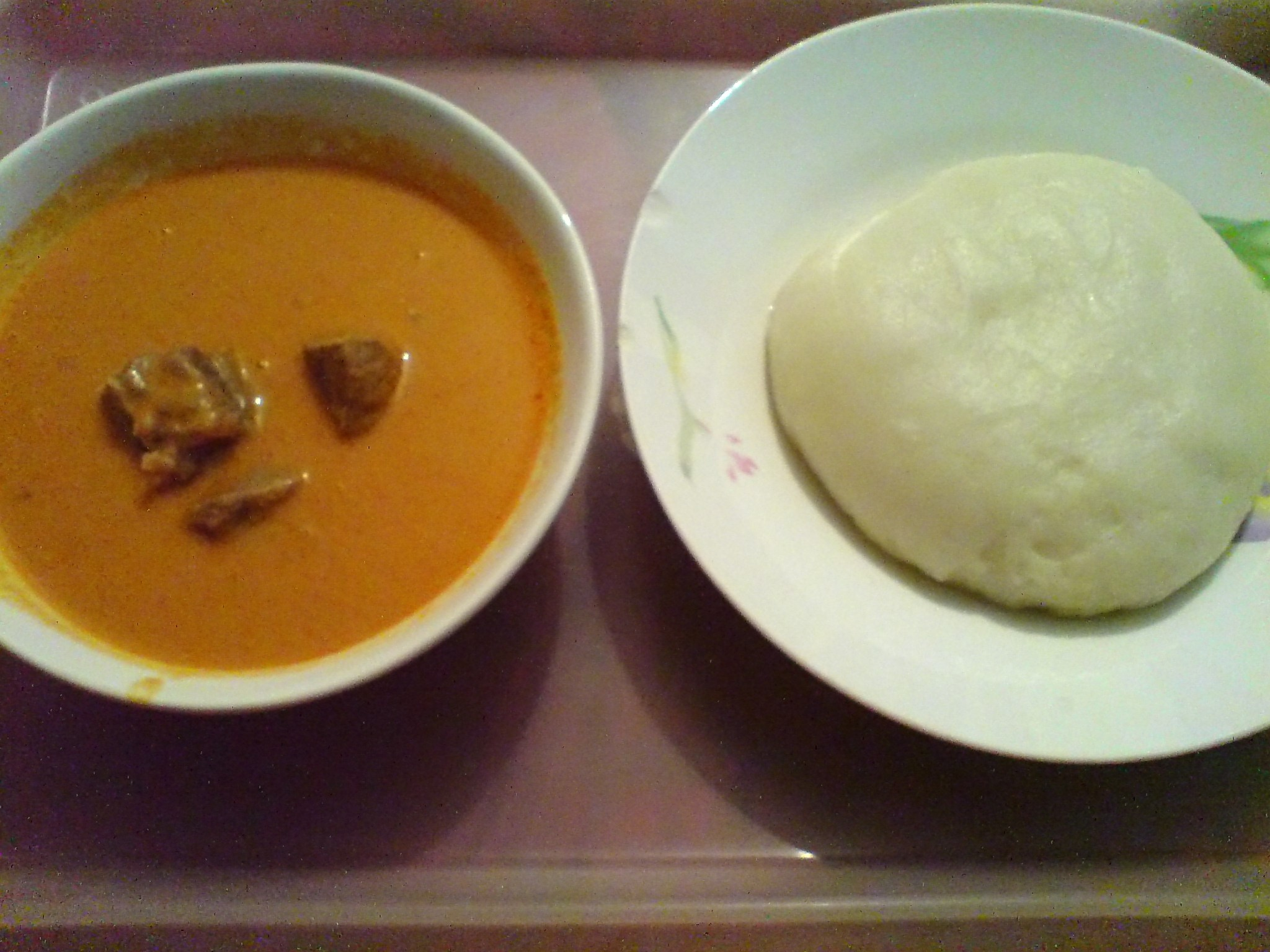
푸푸와 땅콩 수프
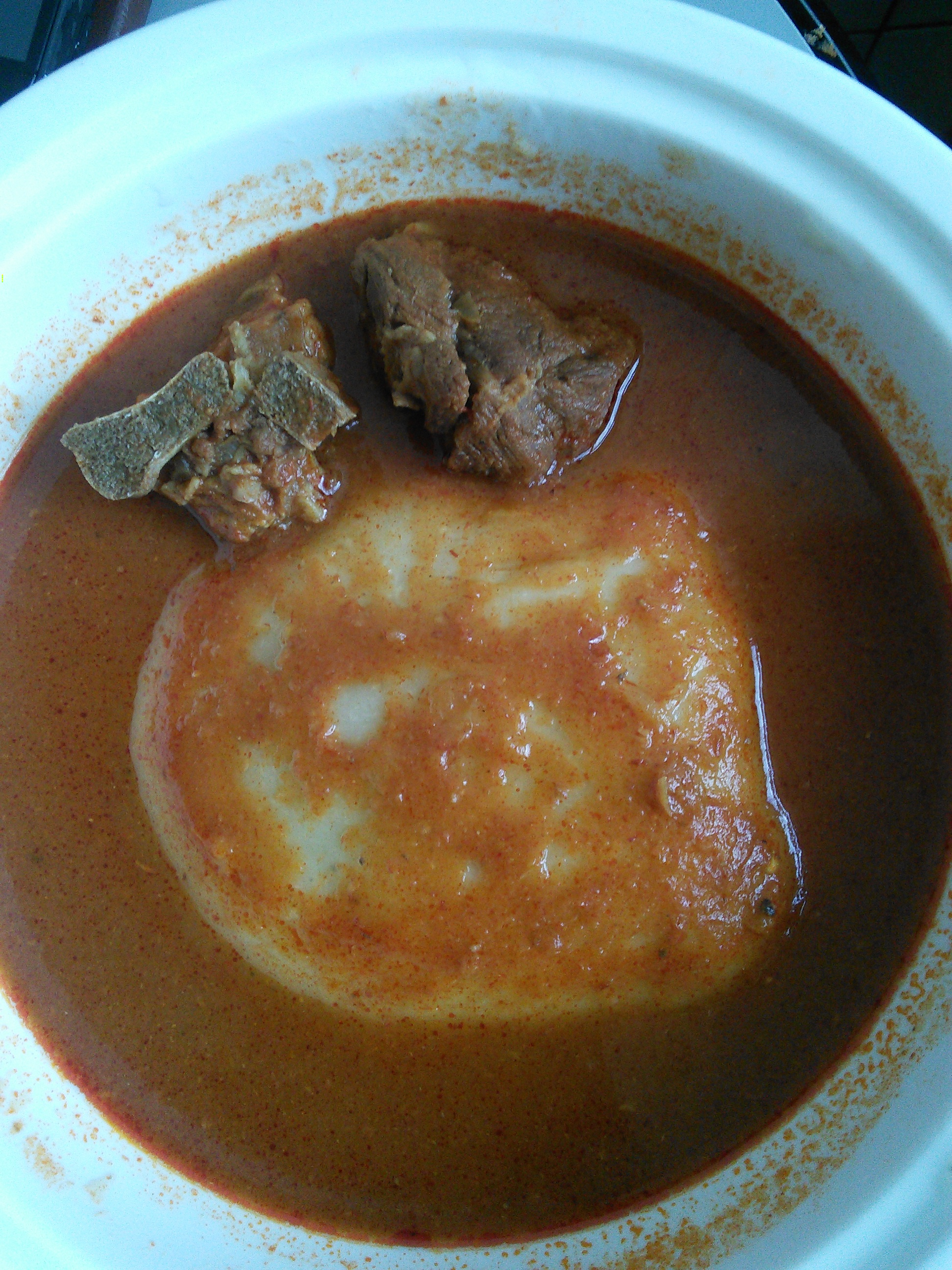
푸푸와 염소고기 수프
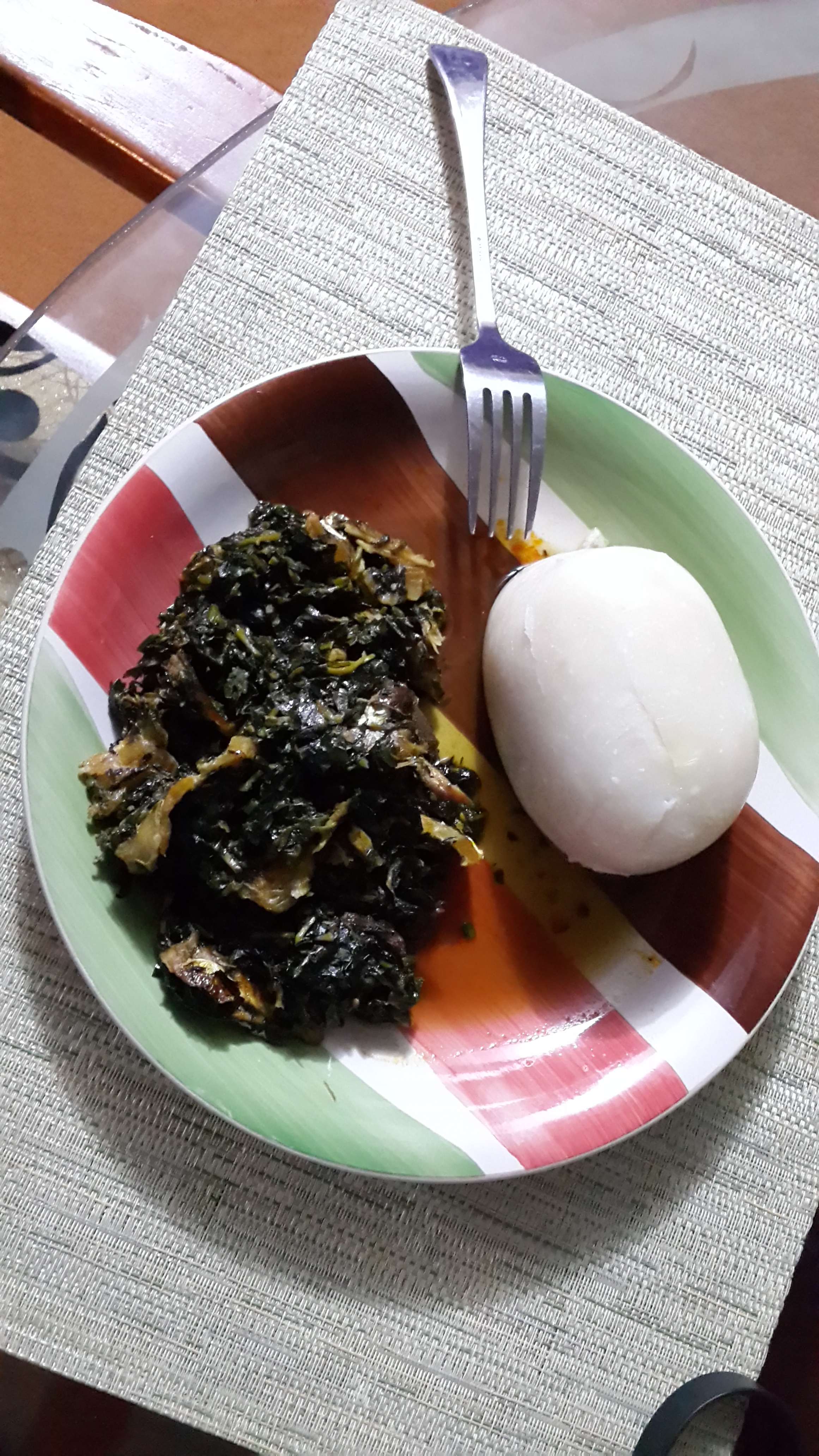
푸푸와 에디카이콩
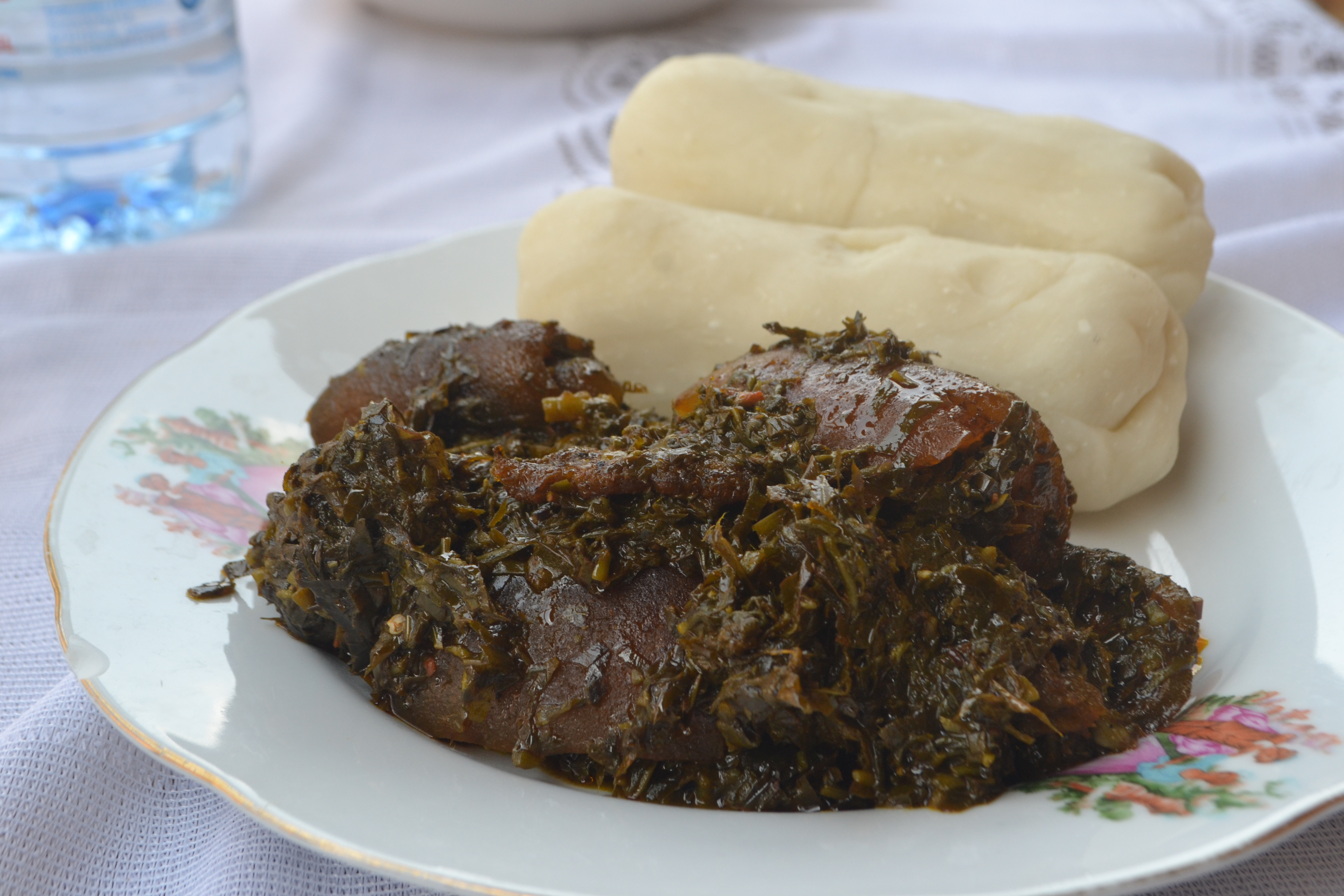
푸푸와 에루

## 같이 보기
- 덤보이
- 반쿠
- 브라운 푸푸
- 사자
- 아말라
- 아체케
- 에바
- 우갈리
- 은시마
- 코콘테
- 쾅가
- 팝
- 푼즈 파르다두
- 플라칼리